# Guerrilla High
Guerrilla High (ガクエン退屈男?, Gakuen taikutsu otoko) è un manga scritto e illustrato da Gō Nagai nel 1970.

## Trama
La storia ha come protagonisti Mondo Saotome e Tatsumi Mido. È ambientata durante le rivolte studentesche che avvenivano negli anni sessanta e settanta.

## Volumi
| Nº | Data di prima pubblicazione | Data di prima pubblicazione | Data di prima pubblicazione |
| Nº | Giapponese                  | Italiano                    | Italiano                    |
| -- | --------------------------- | --------------------------- | --------------------------- |
| 1  | 5 ottobre 1971              | 13 giugno 2010              | ISBN 978-4862372260         |
| 2  | 27 novembre 1971            | 13 giugno 2010              | ISBN 978-4862372277         |
| 3  | 27 gennaio 1972             | 13 giugno 2010              | ISBN 978-4862370693         |